# Persystencja (informatyka)
Persystencja – w informatyce trwałość danych – odnosi się do charakterystyki stanu systemu, który trwa dłużej niż proces, który go stworzył. Osiąga się to w praktyce poprzez przechowywanie stanu jako danych w pamięci masowej. Programy muszą przesyłać dane do i z urządzeń pamięci masowej oraz zapewniać odwzorowania struktur danych natywnego języka programowania na struktury danych urządzenia pamięci masowej.
W praktyce persystencja danych, czyli persystowanie to zapisywanie danych na stałe na zewnątrz programu. Takim najprostszym przykładem persystencji jest zapis w plikach. Na przykład programy do edycji obrazów lub edytory tekstu osiągają trwałość stanu, zapisując swoje dokumenty w plikach.